# García-torony
A García-torony (spanyolul: Torre García) egy 16. századi őrtorony a dél-spanyolországi Almería mellett a tengerparton.

## Története
A torony a 16. század második felében, II. Fülöp idején épült annak az egyetlen muzulmán védelmi vonalnak a közvetlen közelében, amely Almería 1488-as kasztíliai visszahódítása után fennmaradt. Felépítésének célja az volt, hogy az itteni őrszemek a berber kalózok támadására figyelmeztethessék a part védőit. Több hasonló torony is épült ekkortájt, egymástól olyan távolságban, hogy egymásnak is tudjanak jeleket küldeni: nappal füst-, éjjel tűzjelekkel. (Ez a jelzésmód tipikusan muzulmán.)
A 18. században javításokat végeztek a tornyon, később a csendőrséghez hasonló Guardia Civil szolgálatában állt, majd évtizedekre elhagyatottá vált. Az 1980-as évek végén az andalúziai közgyűlés kulturális tanácsnoksága felújíttatta.

## Leírás
Az épület Spanyolország déli részén, Almería városától néhány kilométer távolságra keletre található a Földközi-tenger partján, a róla elnevezett Playa de Torregarcía nevű partszakaszon. Megközelíthető a tengerparton és a tőle északra húzódó országút irányából is. Közvetlen közelében egy római korból származó halfeldolgozó üzem és egy kápolna is található. Maga a kör alaprajzú torony kőből készült, a tengerrel ellentétes oldalán egy kicsit tágasabb, másik három oldalán egy-egy lapos, vízszintes lőrésszerű nyílás található.
1502-ben a közelben egy Virgen del Mar (Szűz Mária)-képet találtak, ezen eseményről egy emléktábla is megemlékezik a torony falán.